# Hanbok

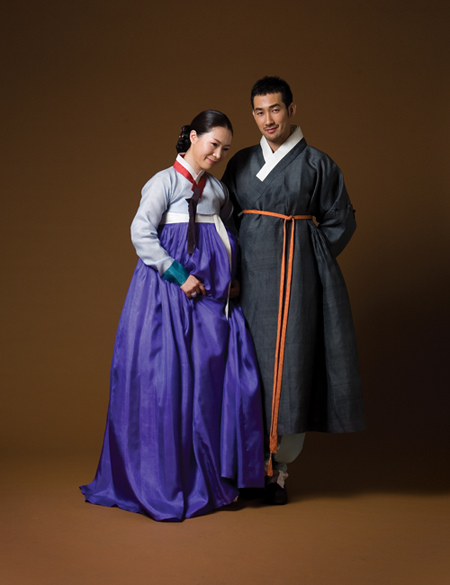
Hanbok feminino e masculino

Hanbok (coreano: 한복; hanja: 韓服) é um tradicional vestido coreano. Muitas vezes, é caracterizado por cores vibrantes, linhas simples e ausência de bolsos. Embora o termo signifique literalmente "roupas coreanas", muitas vezes é usado para se referir especificamente ao hanbok da Dinastia Joseon e é utilizado como roupa formal ou semi formal durante as festas e celebrações tradicionais. O hanbok moderno não segue exatamente o mesmo estilo usado na Dinastia Joseon, uma vez que passou por diversas mudanças no decorrer do século XX.
Ele é composto pelo jeogori (que se refere à parte de cima), a chima(que se refere à saia), o baji (que se refere à calça) e o po (que é um termo genérico para robe ou sobretudo). Existem também outros componentes e acessórios, mas são utilizados com menos frequência.

## História
O Hanbok como traje não possui uma data certa de origem, visto que incialmente era um termo utilizado para abranger todo tipo de vestimenta tradicional coreana a partir do século XIX, quando os portos da província coreana se abriram e a cultura ocidental adentrou seu território. Por isso, a palavra passou a ser usada como um termo guarda-chuva para diferenciar a moda ocidental da tradicional.

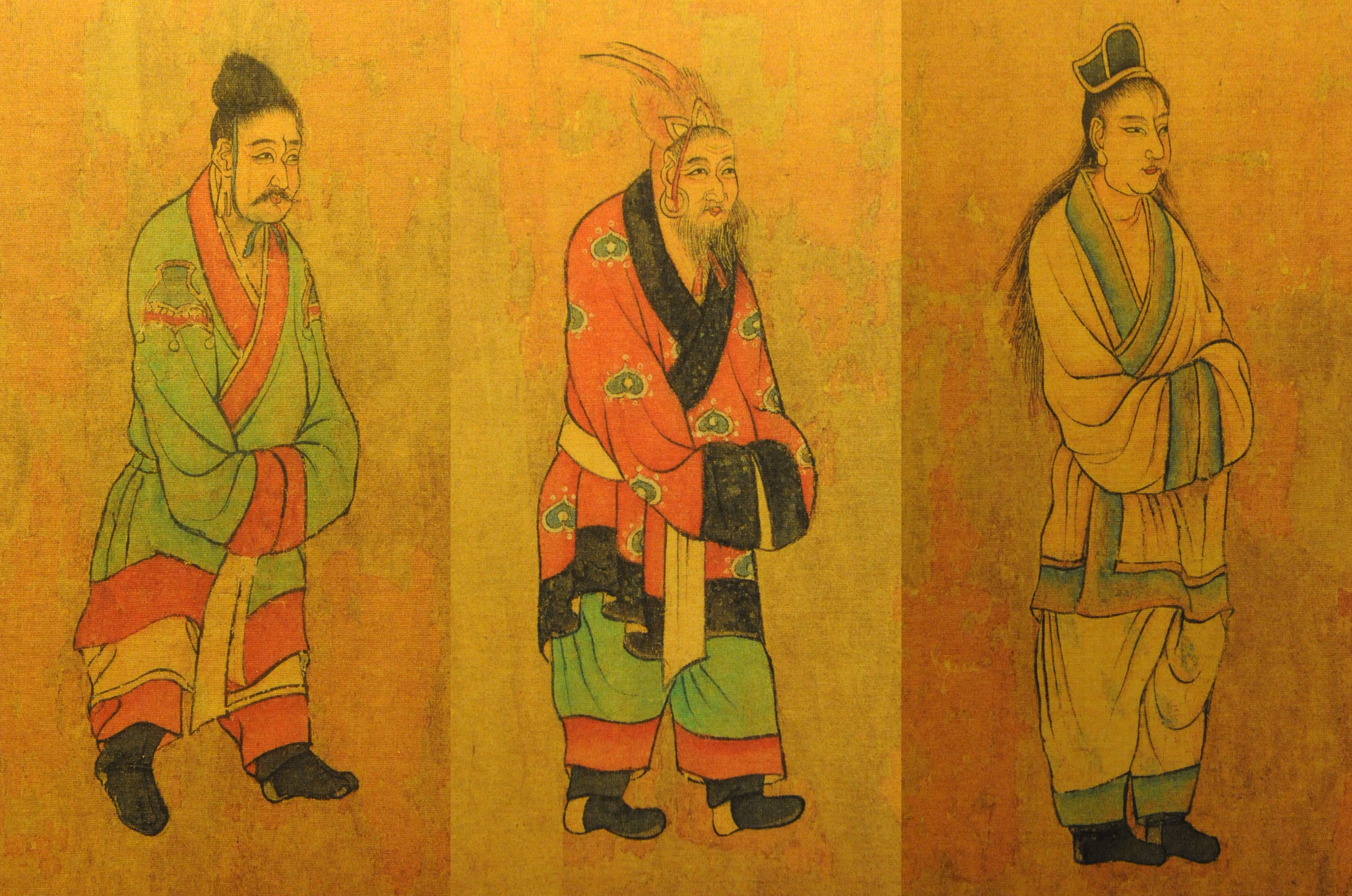
Pintura chinesa do século VII mostrando emissários dos Três Reinos da Coreia: Baekje, Koguryo, e Silla.

Ainda assim, sabe-se que o Hanbok tem sua presença registrada há mais de dois mil anos, durante o período dos Três Reinos, a partir das artes nos murais do Complexo de Túmulos Koguryo. Elas mostram a estrutura básica do Hanbok, que permanece a mesma até os dias de hoje, com o jeogori (parte de cima), baji (calça) ou chima (saia) e po (robe), que eram usados tanto por homens quanto mulheres, plebeus e nobreza. Nessa época, as únicas mudanças na roupa foram a variação de comprimento, uso de cintos, o modo em que o jeogori era amarrado ao corpo e a ordem em que as peças eram vestidas - a saia por cima da jaqueta ou vice-versa.

### Período da Dinastia Tang
Apesar da estrutura do hanbok ser a mesma ao longo da história, seu design foi influenciado pelas diferentes dominâncias políticas sobre a península coreana. No século VI, a Dinastia Tang teve uma forte presença no território Silla, o que levou a uma troca cultural que afetou a forma como os coreanos se vestiam e o próprio hanbok, visto que os chineses possuíam trajes similares e com as mesmas premissas. Foi a partir deste período que o hanbok deixou de ser uma vestimenta andrógina e passou a ter diferenças de comprimento entre o público masculino e feminino.

### Período da Dinastia Yuan
Essa troca cultural permaneceu durante o reino Goryeo até a invasão Mongol (1259-1356), quando a população foi obrigada a homenagear os costumes da Dinastia Yuan, influenciando o hanbok principalmente dos uniformes dos oficiais da nobreza. Mesmo assim, os coreanos mantinham um estilo próprio que durou até a Era Joseon, adquirindo sua forma mais popular - a que aparece em filmes, séries e é usada tradicionalmente até hoje.

### Período da Dinastia Joseon
No início da Dinastia Joseon os reis adotaram uma filosofia neoconfucionista, propagando valores que influenciaram tanto o campo político quanto cultural. Nesse sentido, todas as classes sociais passaram a adotar o mesmo estilo de vestimenta - o hanbok. Gradualmente, ele se tornou menos volumoso, passando a enfatizar a silhueta humana - principalmente a feminina - com curvas fluidas e angulações. Ainda assim, as roupas cobriam o corpo todo já que, conforme ditavam os ideais do neoconfucionismo, a exposição da pele era considerada indecente. O hanbok masculino era composto por uma calça, jaqueta e, em situações formais, um robe.

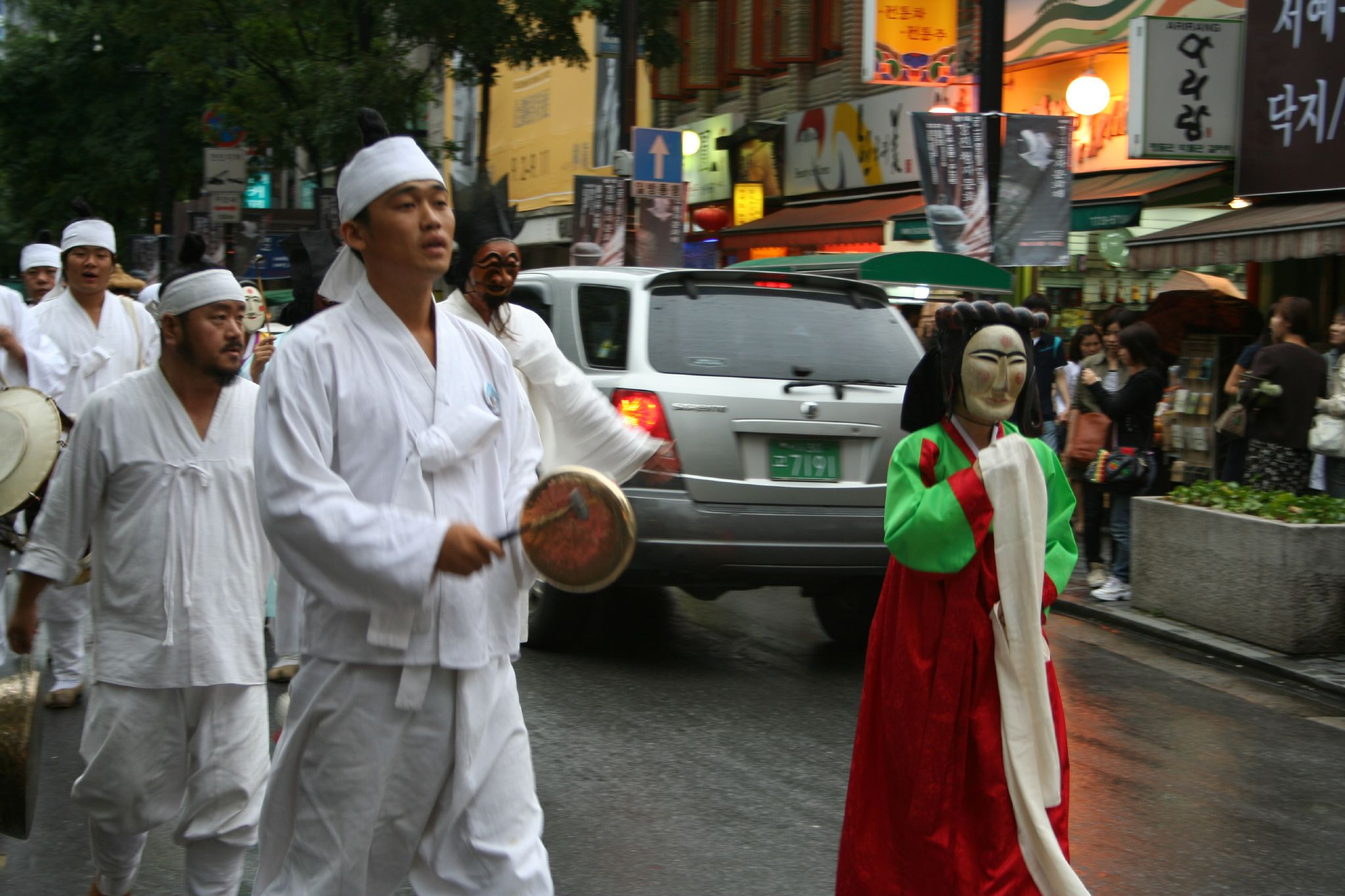
Homens vestindo hanboks brancos em um festival em Insadong.

Ao final da Dinastia Joseon, o público geral usava roupas brancas e livres de adornos, prezando a austeridade. A cor também representava pureza espiritual, resiliência e, eventualmente, se tornou uma forma de resistência perante a ocupação japonesa (1910 -1945), que com sua opressão, havia proibido o uso do branco por supostas questões sanitárias. Graças, então, ao seu uso frequente e seu simbolismo, a cor branca se tornou parte da identidade coreana.

### Século XX
Já na segunda metade do século XX, houve uma crescente conscientização sobre a importância da preservação da cultura coreana e da identidade nacional, impulsionando o interesse pelo hanbok. Ao mesmo tempo, surge uma necessidade de adaptação às questões modernas, o que gerou mudanças em seu design. Elementos da cultura ocidental passaram a ser integrados à moda coreana, resultando em um estilo único que está em constante transformação.

## Design
Desde o início, o hanbok não era um traje limitado a gênero ou posição social. A única diferença ficava nos detalhes da produção da roupa, como nos materiais, na complexidade do bordado e nas cores dos tecidos. Técnicas de tingimento mais refinadas, por exemplo, resultavam em cores que demonstravam riqueza por serem muito caras. O mesmo acontecia com os tecidos e suas estampas, que indicavam poder de aquisição e até mesmo os desejos do usuário. A cor roxa, por exemplo, indicava alto status social, sendo usada somente pelos principais membros da corte; enquanto isso, plebeus vestiam cores terrosas.
É uma roupa que preza acima de tudo a fluidez e o conforto do usuário, adaptando-se ao corpo de modo elegante e funcional. É marcada por suas cores vibrantes e, ao mesmo tempo, por sua simplicidade - principalmente quando comparada com suas equivalentes japonesas (Wafuku) e chinesas (Hanfu).

### Jeogori

Estrutura do jeogori

Parte de cima do hanbok, funciona como uma espécie de jaqueta . Além disso, costuma ser a peça mais básica das vestimentas tradicionais coreanas, podendo ser combinada com outras roupas.
Em homens, tende a ser uma peça mais longa e mais simples, já que geralmente é usada por baixo de um colete ou sobretudo (po). Já em mulheres, seu tamanho foi mudando drasticamente entre o período do reino Koguryo e da Era Joseon, indo inicialmente até a cintura e diminuindo gradialmente até o busto.
A cor do jeogori, assim como em outras roupas, tinham seus próprios significados. Mulheres casadas usavam verde, solteiras usavam amarelo e mães, azul.

### Chima

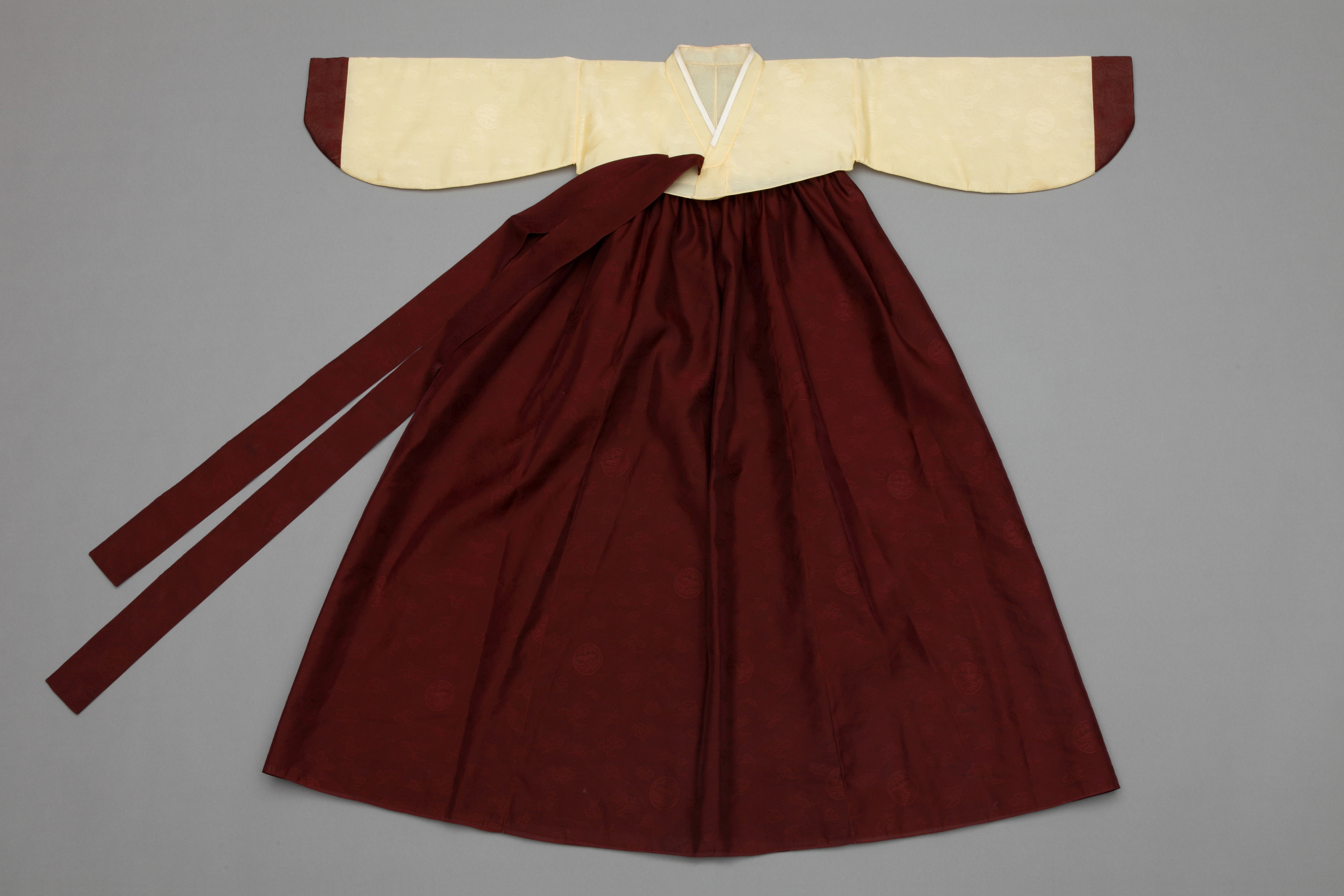
Chima e jeogori

Uma saia larga, com várias camadas em seu interior, dando uma aparência volumosa. As saias utilizadas pela nobreza eram mais longas, para demonstrar extravagância, e as das classes mais baixas iam até a altura do tornozelo. Por não serem rentes ao corpo, davam bastante liberdade de movimento - isso, junto com seu tamanho, facilitava a mobilidade para a realização de tarefas do dia a dia. Pessoas de alta posição social vestiam saias de seda, rami ou cetim, com bordados complexos que podiam até incluir folhas de ouro. Outras com pouco poder de aquisição usavam saias lisas, de algodão ou linho.
Mulheres jovens e solteiras vestiam saias vermelhas; jovem adultas e casadas usavam azul, e idosas cinza.

### Baji

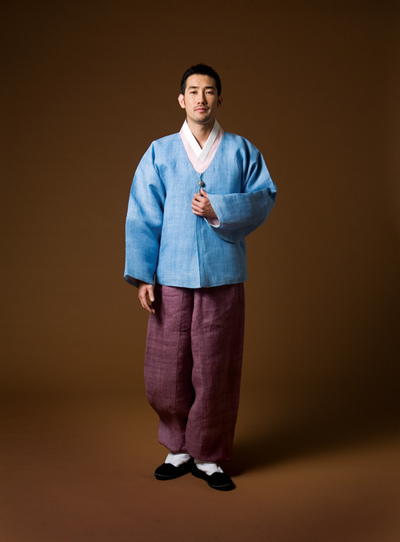
Homem vestindo jeogori e baji.

Uma calça larga e folgada, presa ao corpo na cintura e nos tornozelos - seu design é dessa forma justamente para se acomodar ao costume de se sentar no chão. Pode ser utilizada também como uma peça de baixo - nesse caso, sob uma saia (chima). Antigamente, a calça era usada com laços de tecido que a prendiam ao corpo, mas a partir do período Joseon botões começaram a ser incorporados à peça por motivos de praticidade.

### Po
Um sobretudo usado majoritariamente por homens, que surgiu com o propósito de proteger o usuário de más espíritos. Nesse sentido, existem vários tipos de po, que são usados para diferentes ocasiões e com diferentes propósitos. Robes leves e soltos eram usados no verão, promovendo ventilação, e no inverno vestiam outros com mais de uma camada e feitos de algodão. Assim como as outras peças do hanbok, alguns tipos de po podiam ser limitados à posição social, profissão ou estado civil.

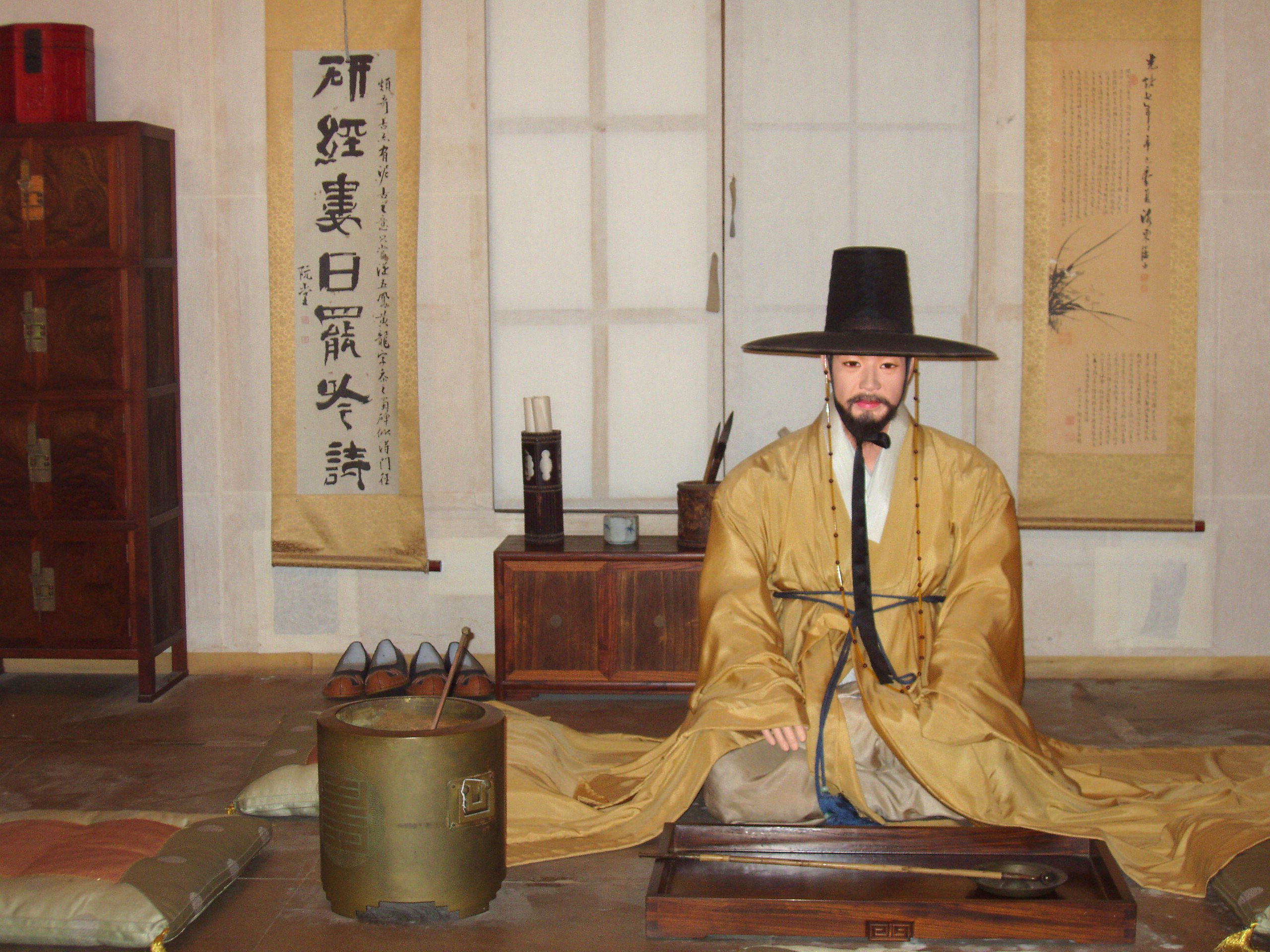
Sobretudo de um aristocrata.

## Uso

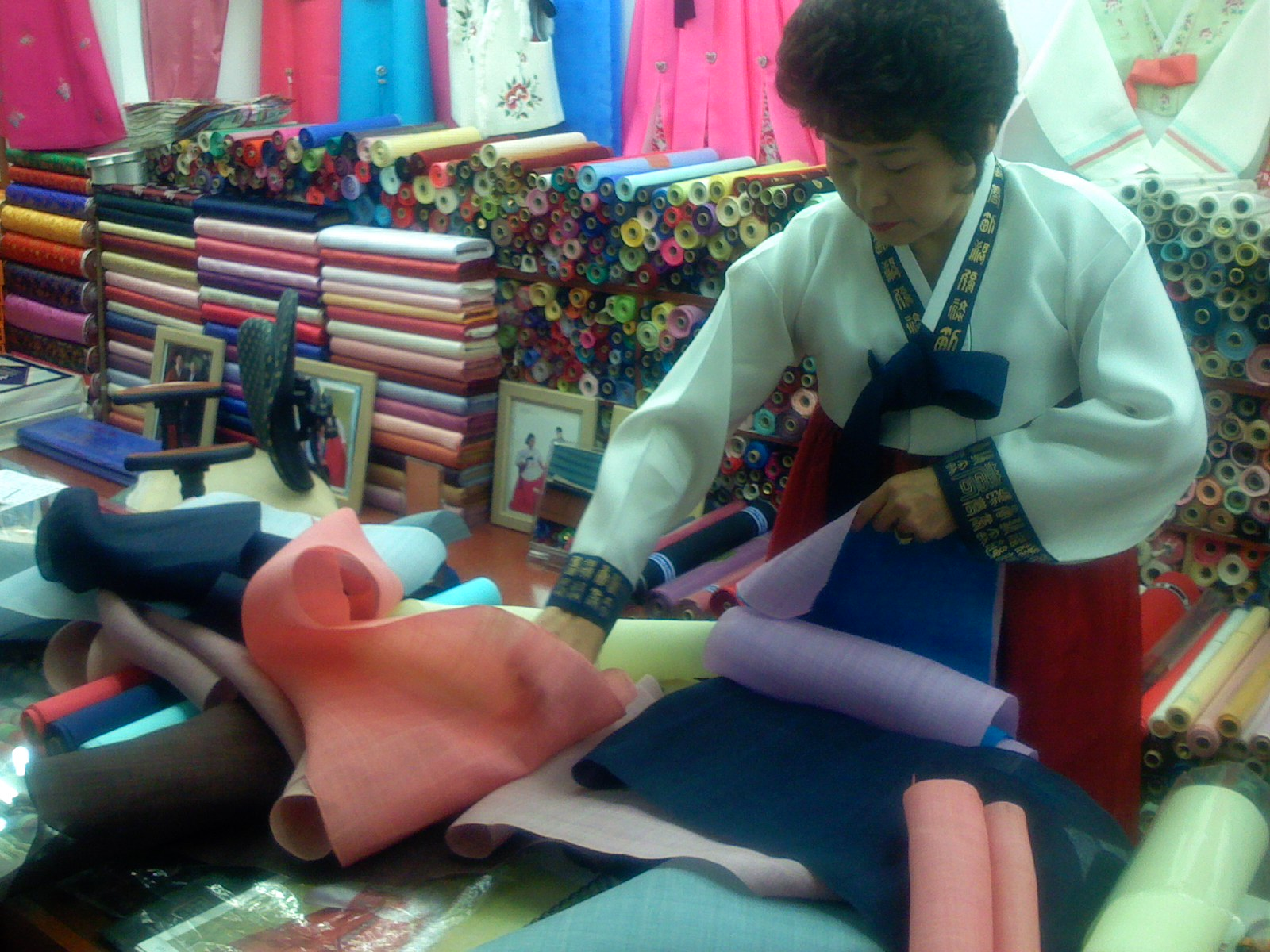
Loja de hanbok em Seoul

A partir do século XX, o hanbok passou a ser usado apenas como vestimenta formal, para cerimônias tradicionais como o primeiro aniversário de um bebê, Chuseok e o 61º aniversário de um adulto. Outras ocasiões como casamentos e funerais também possuem hanboks próprios. Esse traje, contudo, não é restrito apenas a coreanos - na Coreia do Sul, o próprio governo incentiva o uso de hanboks tanto por turistas quanto cidadãos. Por todo o país, existem lojas de aluguel de hanbok para os turistas que desejam aprofundar sua imersão na cultura coreana.
Além disso, o Ministério da Cultura sul-coreano patrocina designers e até mesmo estabeleceu, em 1996, o "Dia do Hanbok", encorajando o uso do traje e valorizando a cultura nacional.

## Hanbok na Contemporaneidade
O hanbok moderno está majoritariamente voltado para uma moda casual, para ser usado no dia a dia. Outros princípios que antes não tinham visibilidade passam a ser valorizados, como o conforto, sustentabilidade, diversidade de tamanhos, entre outros. Designers começaram também a aderir materiais e tecnologias de fabricação ocidentais. Essa adaptação faz parte, ainda que indiretamente, da Onda coreana - também conhecida como Hallyu -, em que elementos da cultura coreana passam a exercer influência para além do território nacional.
Outros campos artísticos também contribuíram para a popularização do hanbok, como o K-pop. Grupos famosos como BTS e Blackpink já apareceram em diversas ocasiões vestindo essas roupas, dando destaque ao traje e à sua cultura.
Vale citar alguns designers notórios:
- Lee Young-hee: considerada uma das pioneiras na criação do hanbok moderno, desenvolveu novos designs e novos materiais de forma a adaptar a vestimenta às necessidades atuais.[34][35]
- Kim Young Jin: é conhecida por utilizar métodos tradicionais e modernos na fabricação de suas roupas. Usa tecidos diversificados como gaze, rami, cânhamo, renda francesa e indiana, sedas de Jinju, Sukgo e Sangju, entre outros.[36]
- Kim Hye-soon: dona da marca KIMHYESOON HANBOK, é atualmente uma das maiores estilistas da Coreia do Sul. Já fez parcerias com marcas como Fendi e expôs suas criações no Louvre e no Metropolitan Museum of Art.[2]
- Lee Jin-hee: é uma renomada figurinista responsável pela confecção de vários hanboks utilizados em séries e filmes coreanos famosos.[37]
- Kim Danha: estilista que ganhou notoriedade após uma das integrantes do Blackpink aparecer vestindo uma jaqueta feita por Danha. Seu foco é a sustentabilidade, e pratica isso usando materiais como poliéster reciclado e algodão orgânico.[32]

## Galeria

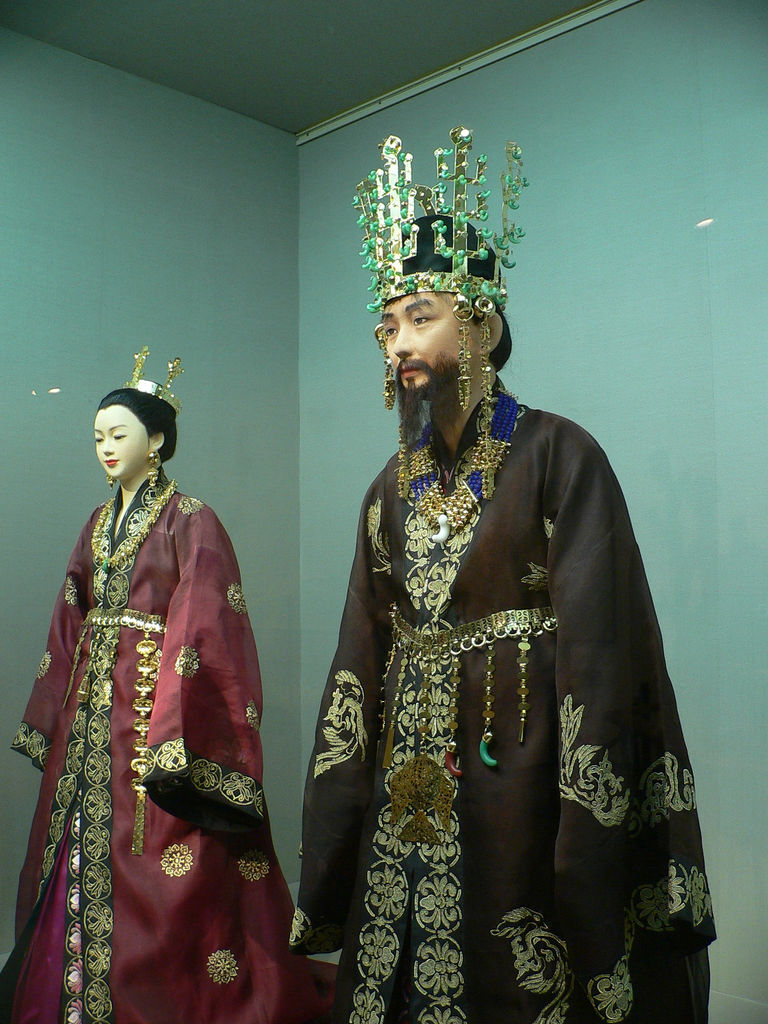
Reconstrução dos trajes utilizados pelo rei e rainha do Reino Silla
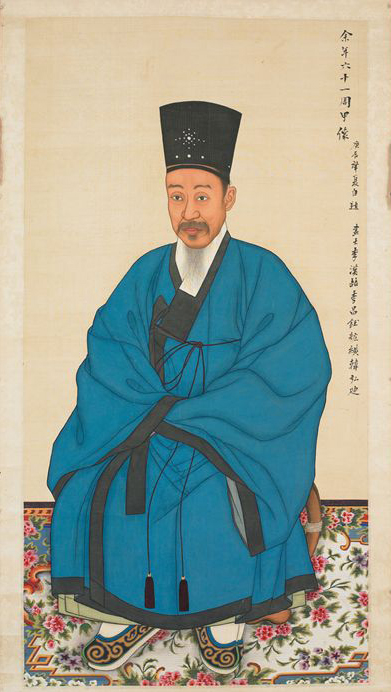
Retrato de um homem vestindo um hanbok na época de 1880
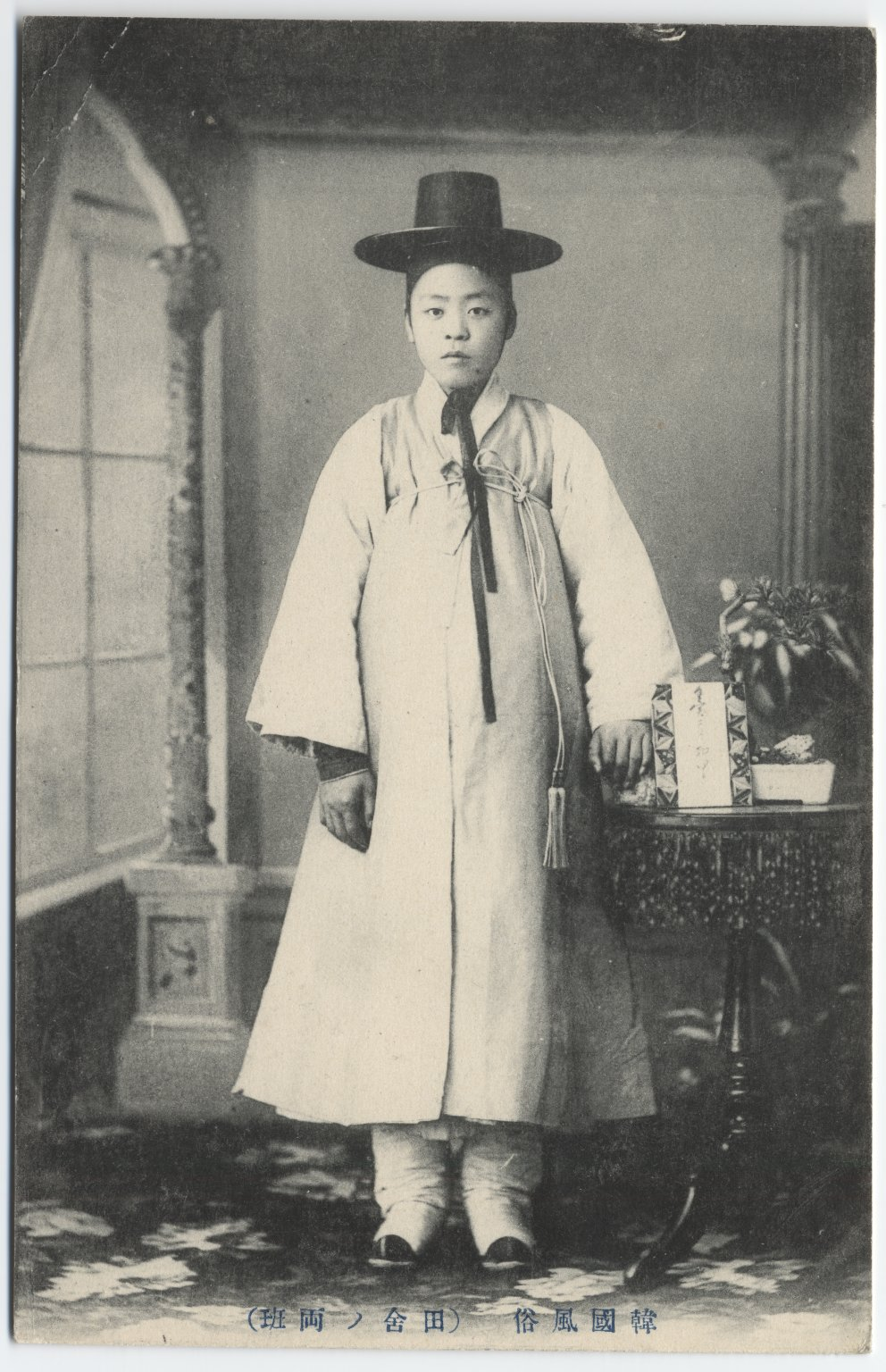
Fotografia de um jovem coreano da classe média em 1904
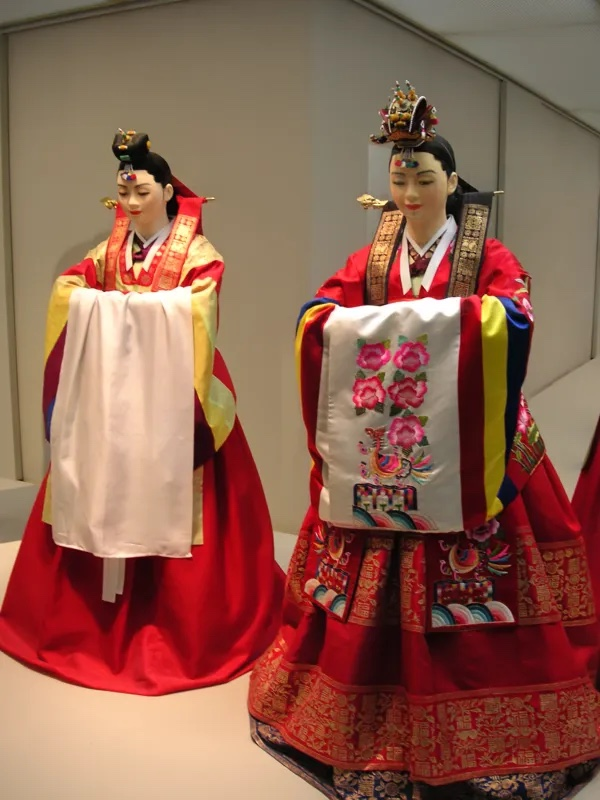
Vestido de casamento usado por mulheres da corte durante a dinastia Goryeo e Joseon
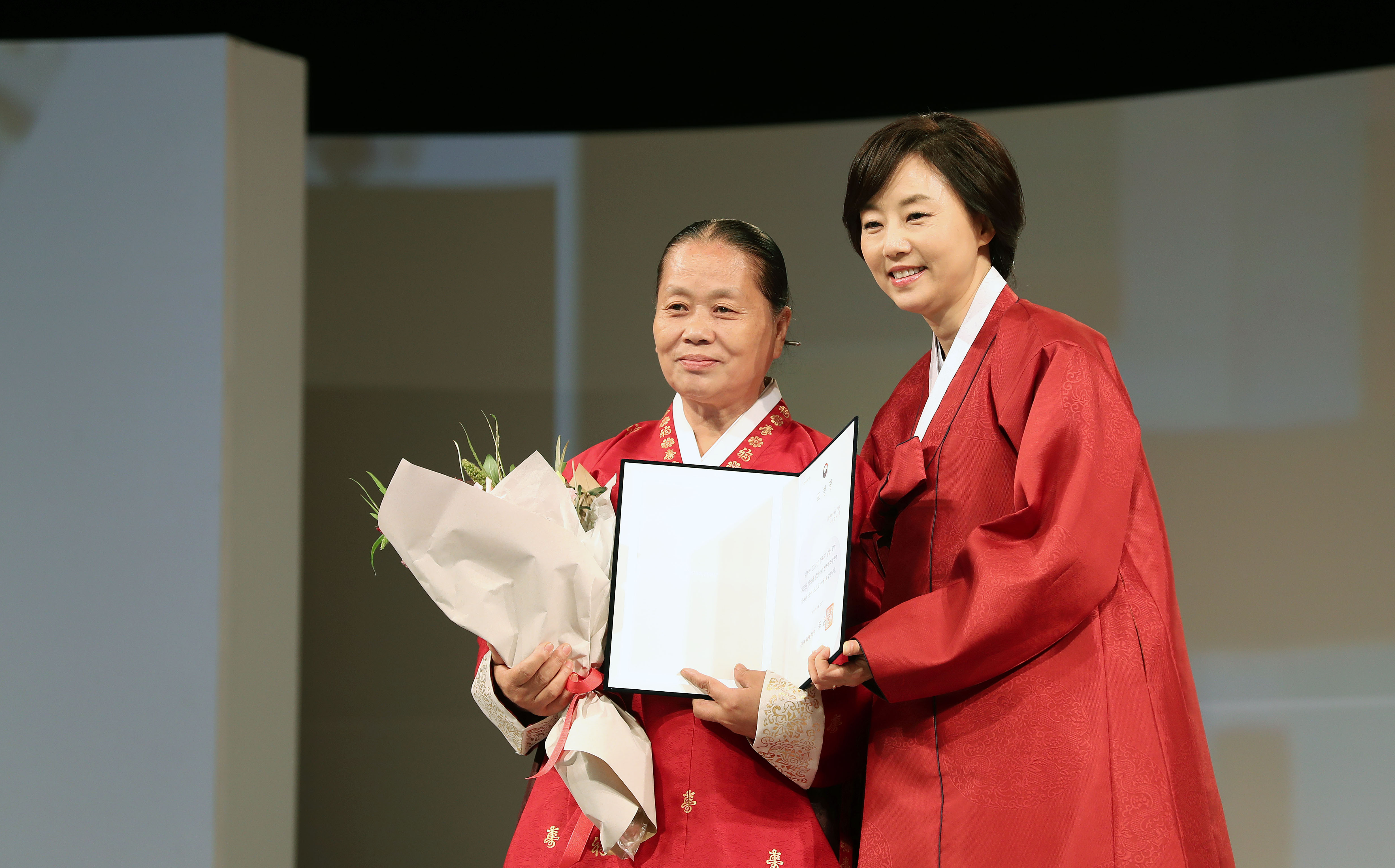
Cerimônia do Dia do Hanbok realizada pelo Ministério da Cultura, Esportes e Turismo sul-coreano
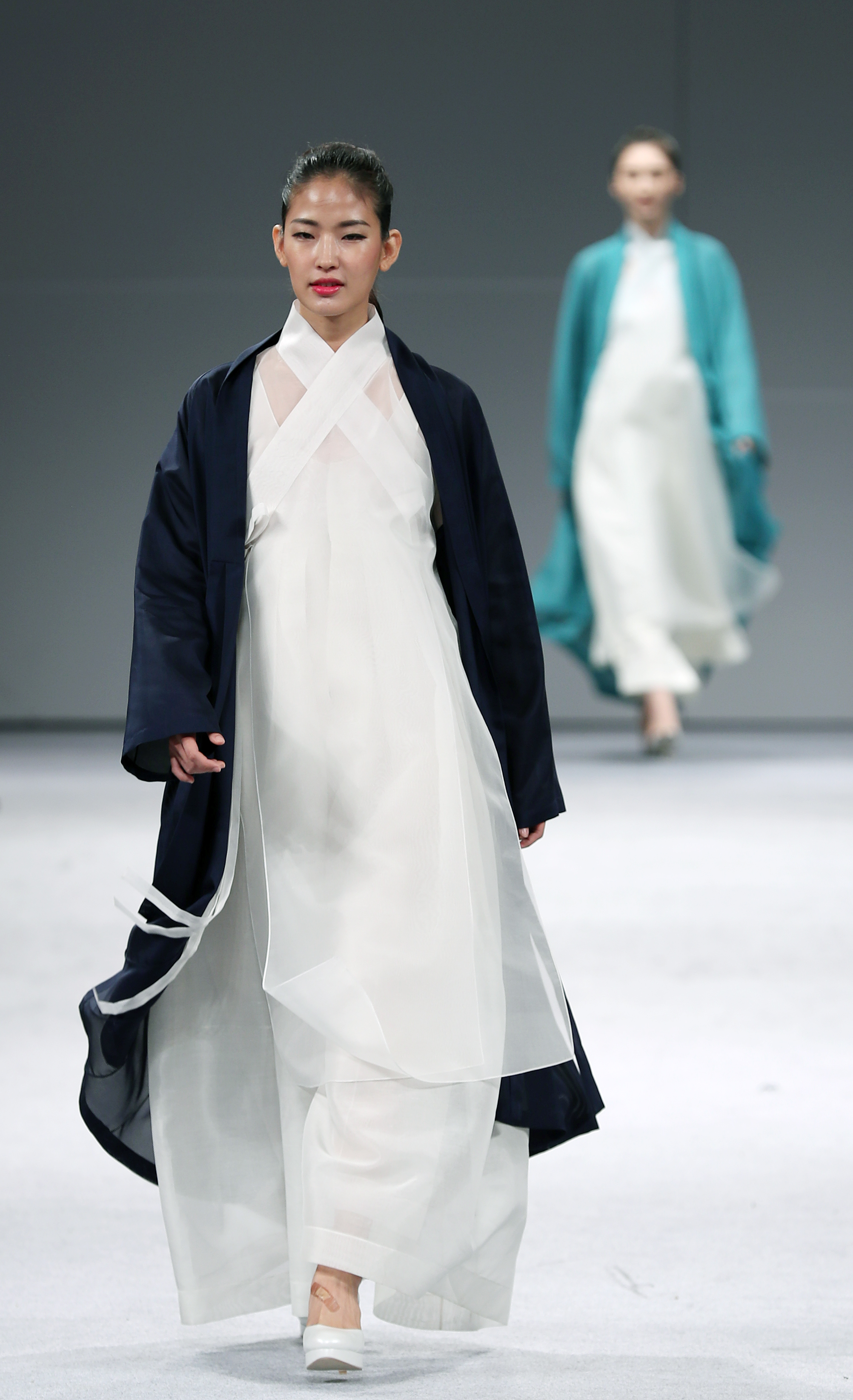
Desfile no Dia do Hanbok, em 2016